# Steenrode orchis
De Steenrode orchis (Dactylorhiza incarnata subsp. coccinea) is een ondersoort van de vleeskleurige orchis. Ze onderscheidt zich van de vleeskleurige orchis onder andere door de dieprode kleur van de bloemen en de latere bloeitijd.  Ze staat op vochtige, zandige en grazige, basenrijke tot zwak zure grond. Ze groeit in kortgrazige, vochtige duinvalleien, in kruipwilgvegetaties en op vochtige meeroevers. 

## Kenmerken
De plant is gewoonlijk klein en gedrongen maar meestal hangt de grootte van de steenrode orchis af van de hoogte van de omringende vegetatie. De bladeren zijn wijd uitstaand, relatief zeer lang en ongevlekt. De bloemen zijn karmijnrood of helder steenrood. Tijdens de bloei worden de bloemen lichter van kleur en de onderste bloemen verbleken in de loop van de tijd. Toch behouden ook de rijpe exemplaren een karakteristieke zweem van licht steenrood.

## Voorkomen
De soort komt voor in Oost-Ierland, westelijk Engeland en Schotland. De soort groeit daar in kuststreken en op een enkele plaats in het binnenland. 
In Nederland is deze soort voor het eerst in 2008 vastgesteld . 

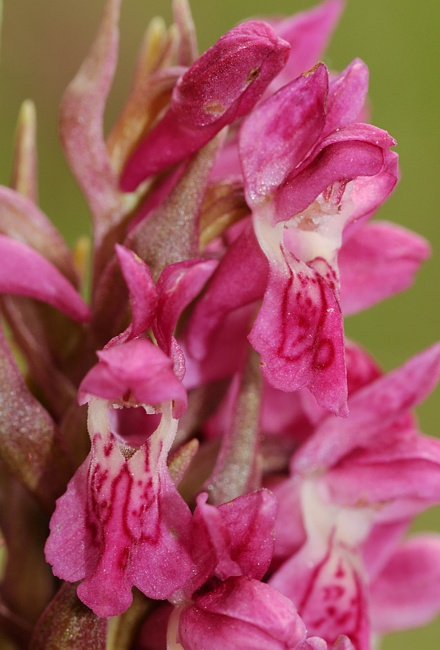
Bloem